# N757 (België)
De N757 is een gewestweg in Belgisch-Limburg. Hij vormt een verbinding tussen Kinrooi en Rotem, via Neeroeteren. Voorheen liep de weg aan de overkant van de N78 nog door tot aan de Maas. Dat weggedeelte is inmiddels overgedragen aan de stad Dilsen-Stokkem.
De N757 heeft een lengte van ongeveer 13 kilometer.

## Trivia
In de bebouwde kom van Rotem ligt er een behoorlijk scherpe bocht op het einde van een lang recht stuk. Al meer dan vijftig keer heeft het tegenoverliggende huis (Haagstraat nummer 39) schade opgelopen door auto's die deze bocht misten.